# 笠臣·邦迪
笠臣·邦迪（葡萄牙語：Robson Ponte；1976年11月8日—），一般称作邦迪，巴西前职业足球运动员.雖然他在巴西出生，但他同時擁有意大利國籍，他勝任中場所有位置，同時是球隊劊子手。

## 个人荣誉
- 亞洲聯賽冠軍盃神射手 （2007年）
- J联赛赛季最佳阵容 （2007年）
- J联赛年度最佳球员 （2007年）